# جاماسپی
جاماسپی (به پارسیگ: Jāmāspīg) که به نامهای یادگار جاماسپ و جاماسپ‌نامه نیز شناخته می‌شود از آنِ جاماسپ، دانشمند و فرزانهٔ ایران باستان و جانشین زردشت، دانسته شده‌ است؛ کسی که پیشگوییهای او در این کتاب آوازه‌ای جهانی دارد.
در جاماسپی، جدا از پیشگویی آیندهٔ ایران و جهان، از آگاهی ایرانیان باستان در زمینه‌های هستی‌شناسی، یزدان‌شناسی، فلسفهٔ آفرینش، گیتی‌شناسی، مردم‌شناسی (دربارهٔ هندیها، چینیها، عربها، ترکها، بربرها و …)، اسطوره‌شناسی، تاریخ و دیگر دانشها اطلاعاتی دست اول داده شده‌ است.
«جاماسپی» نمایانگرِ پاسخهای جاماسپِ بِدَخش به گشتاسپ‌شاه است و به ساختارِ کنونی‌اش به روزگارِ پس از ساسانیان بازگردد؛ هر چند پاره‌هایی از آن به روشنی از جاماسپیِ ساسانی رونویسی شده‌اند، و پاره‌هایی دگر نیز به زمانهایی بس کهن‌تر و شاید به بُنِ گفتارِ جاماسپ (همان که «پیشگوییهای گشتاسپ» نیز برگرفته از آن بوده‌ است) بازگردند، که گردآورنده یا گردآورندگانِ جاماسپی این پاره‌ها را با رخدادهای تازهٔ برآمده از تازشِ تازیان سازگار کرده است یا کرده‌اند.
جاماسپی به دیروز و امروز و فردای ایران پردازد، و گذشته و کنون و آیندهٔ آریاییان را برنماید.

## چاپ جاماسپی
کتاب «جاماسپی» (گزارش پارسیگ (پهلوی) یادگار جاماسپ/ جاماسپ‌نامه)، با گردانش و گزارش «بزرگمهر لقمان»، برای نخستین بار، در سال ۱۳۹۹، از سوی نشر شورآفرین، منتشر شد.

## بخش‌های جاماسپی
جاماسپی دربردارندهٔ این ۱۹ فرگرد است:
1. سرآغاز
2. بنِ بی‌کران
3. آفریدگانِ نخستین در مینو و گیتی
4. نخستین پهلوانان و شهریاران و داد و رایِ ایشان
5. شش سرزمینِ دیگر، مردمان و شهریارانشان، دادها و آیینهاشان
6. البرز و مردمانش
7. کَنگ‌دژ، وَرِ جم‌گِرد، ایرانویج
8. هندوان، چینستان، تازیان، ترکستان و بربرستان
9. مردمانِ سیلان و آنان که در دریاها مانند
10. سرزمینهای بَرچشمان، بَرگوشان، بِدستیان، دَوال‌پایان و سگ‌ساران
11. سرزمینهای مَزَندَران
12. اندر آفرینشِ هرمزد مردمان را
13. کُندایی و آگاهیِ جاماسپ، روانش پس از مرگ و راستگویی‌اش
14. سوگِ گشتاسپ
15. سالشماریِ شاهانِ ایرانیِ پس از گشتاسپ
16. پیشگوییهای جاماسپ
17. سختیها و رنجهای هزارهٔ زردشت
18. نشانه‌های آمدنِ اُشیدر
19. هزاره‌های اُشیدر و اُشیدرماه و سوشیانس